# Giovanni da Siena
Giovanni da Siena (Siena, fl. 1386 – Bologna, tra il 1428 e il 1430) è stato un ingegnere italiano.
Oltre alla costruzione della torre e della rocca di Castel Bolognese (1392-94), incarico in cui venne coadiuvato da Lorenzo da Bagnomarino, fu impegnato nelle fortezze di Cento, Solarolo, di Porta Galliera (una delle porte di Bologna) e di Finale Emilia, ultimando in quest'ultima l'opera di Bartolino da Novara. Si occupò anche degli argini del Po in quanto esperto di ingegneria idraulica.